# Calcio Padova 1986-1987
Questa pagina raccoglie i dati riguardanti l'Associazione Calcio Padova nelle competizioni ufficiali della stagione 1986-1987.

## Stagione
La squadra termina al secondo posto il campionato di Serie C1 - girone A, alle spalle del Piacenza, e pertanto è promossa in Serie B.
Il cammino in Coppa Italia Serie C si arresta alle semifinali, dove il Padova viene sconfitto dal Livorno che poi vincerà la competizione.

## Rosa
| N. |                   | Ruolo | Calciatore           |
| -- | ----------------- | ----- | -------------------- |
|    | Italia (bandiera) | P     | Mirko Benevelli      |
|    | Italia (bandiera) | P     | Vinicio Bisioli      |
|    | Italia (bandiera) | D     | Emilio Da Re         |
|    | Italia (bandiera) | D     | Walter Dondoni       |
|    | Italia (bandiera) | D     | Cornelio Donati      |
|    | Italia (bandiera) | D     | Franco Fabbri        |
|    | Italia (bandiera) | D     | Riccardo Pasqualetto |
|    | Italia (bandiera) | D     | Devis Tonini         |
|    | Italia (bandiera) | C     | Alessandro Bianchi   |
|    | Italia (bandiera) | C     | Ferdinando Ruffini   |

| N. |                   | Ruolo | Calciatore          |
| -- | ----------------- | ----- | ------------------- |
|    | Italia (bandiera) | C     | Marco Carrara       |
|    | Italia (bandiera) | C     | Angelo Cupini       |
|    | Italia (bandiera) | C     | Antonio Favaro      |
|    | Italia (bandiera) | C     | Claudio Valigi      |
|    | Italia (bandiera) | C     | Vittorio Zerpelloni |
|    | Italia (bandiera) | A     | Guglielmo Coppola   |
|    | Italia (bandiera) | A     | Mauro Gibellini     |
|    | Italia (bandiera) | A     | Stefano Mariani     |
|    | Italia (bandiera) | A     | Diego Zanin         |

## Risultati

### Campionato

#### Girone di andata
| 21 settembre 1986 1ª giornata | Padova | 1 – 0 | Rimini |  |

| 28 settembre 1986 2ª giornata | Legnano | 0 – 3 | Padova |  |

| 5 ottobre 1986 3ª giornata | Padova | 1 – 0 | Rondinella |  |

| 12 ottobre 1986 4ª giornata | Spezia | 0 – 1 | Padova |  |

| 19 ottobre 1986 5ª giornata | Padova | 1 – 0 | Reggiana |  |

| 26 ottobre 1986 6ª giornata | Fano | 0 – 0 | Padova |  |

| 2 novembre 1986 7ª giornata | Padova | 1 – 1 | SPAL |  |

| 9 novembre 1986 8ª giornata | Lucchese | 1 – 0 | Padova |  |

| 16 novembre 1986 9ª giornata | Virescit Bergamo | 0 – 0 | Padova |  |

| 23 novembre 1986 10ª giornata | Padova | 4 – 0 | Carrarese |  |

| 30 novembre 1986 11ª giornata | Piacenza | 3 – 1 | Padova |  |

| 7 dicembre 1986 12ª giornata | Padova | 1 – 0 | Monza |  |

| 14 dicembre 1986 13ª giornata | Padova | 0 – 0 | Trento |  |

| 21 dicembre 1986 14ª giornata | Centese | 0 – 1 | Padova |  |

| 4 gennaio 1987 15ª giornata | Padova | 2 – 1 | Mantova |  |

| 11 gennaio 1987 16ª giornata | Prato | 0 – 1 | Padova |  |

| 18 gennaio 1986 17ª giornata | Padova | 0 – 1 | Ancona |  |

#### Girone di ritorno
| 25 gennaio 1987 18ª giornata | Rimini | 1 – 1 | Padova |  |

| 1º febbraio 1987 19ª giornata | Padova | 4 – 0 | Legnano |  |

| 8 febbraio 1987 20ª giornata | Rondinella | 1 – 2 | Padova |  |

| 15 febbraio 1987 21ª giornata | Padova | 2 – 0 | Spezia |  |

| 22 febbraio 1987 22ª giornata | Reggiana | 0 – 0 | Padova |  |

| 1º marzo 1987 23ª giornata | Padova | 3 – 1 | Fano |  |

| 8 marzo 1987 24ª giornata | SPAL | 0 – 0 | Padova |  |

| 15 marzo 1987 25ª giornata | Padova | 1 – 0 | Lucchese |  |

| 29 marzo 1987 26ª giornata | Padova | 1 – 0 | Virescit Bergamo |  |

| 5 aprile 1987 27ª giornata | Carrarese | 0 – 1 | Padova |  |

| 18 aprile 1987 28ª giornata | Padova | 1 – 2 | Piacenza |  |

| 26 aprile 1987 29ª giornata | Monza | 1 – 1 | Padova |  |

| 3 maggio 1987 30ª giornata | Trento | 1 – 1 | Padova |  |

| 17 maggio 1987 31ª giornata | Padova | 2 – 1 | Centese |  |

| 24 maggio 1987 32ª giornata | Mantova | 2 – 1 | Padova |  |

| 31 maggio 1987 33ª giornata | Padova | 3 – 0 | Prato |  |

| 7 giugno 1987 34ª giornata | Ancona | 0 – 3 | Padova |  |

## Statistiche

### Statistiche dei giocatori
| Giocatore      | Serie C1 | Serie C1 | Coppa Italia Serie C | Coppa Italia Serie C | Totale   | Totale |
| Giocatore      | Presenze | Reti     | Presenze             | Reti                 | Presenze | Reti   |
| -------------- | -------- | -------- | -------------------- | -------------------- | -------- | ------ |
| M. Benevelli   | 30       | ?        | ?                    | ?                    | 30+      | ?      |
| V. Bisioli     | 4        | ?        | ?                    | ?                    | 4+       | ?      |
| E. Da Re       | 29       | 5        | ?                    | ?                    | 29+      | 5+     |
| W. Dondoni     | 4        | 0        | ?                    | ?                    | 4+       | 0+     |
| C. Donati      | 34       | 1        | ?                    | ?                    | 34+      | 1+     |
| F. Fabbri      | 32       | 5        | ?                    | ?                    | 32+      | 5+     |
| R. Pasqualetto | 1        | 0        | ?                    | ?                    | 1+       | 0+     |
| D. Tonini      | 33       | 0        | ?                    | ?                    | 33+      | 0+     |
| A. Bianchi     | 28       | 0        | ?                    | ?                    | 28+      | 0+     |
| F. Ruffini     | 32       | 1        | ?                    | ?                    | 32+      | 1+     |
| M. Carrara     | 15       | 1        | ?                    | ?                    | 15+      | 1+     |
| A. Cupini      | 25       | 1        | ?                    | ?                    | 25+      | 1+     |
| A. Favaro      | 28       | 2        | ?                    | ?                    | 28+      | 2+     |
| C. Valigi      | 33       | 8        | ?                    | ?                    | 33+      | 8+     |
| V. Zerpelloni  | 8        | 0        | ?                    | ?                    | 8+       | 0+     |
| G. Coppola     | 31       | 7        | ?                    | ?                    | 31+      | 7+     |
| M. Gibellini   | 29       | 2        | ?                    | ?                    | 29+      | 2+     |
| S. Mariani     | 33       | 9        | ?                    | ?                    | 33+      | 9+     |
| D. Zanin       | 12       | 2        | ?                    | ?                    | 12+      | 2+     |